# Средно училище „Йордан Йовков“ (Рибново)
Средно училище „Йордан Йовков“ е единствената гимназия в село Рибново, където се обучават ученици от първи до дванадесети клас. Старото име на училището е ОУ „Анещи Узунов“.
При създаването си през 1921 г. училището е само начално, като по-късно е преобразувано в основно (1951) и накрая в средно общообразователно училище (СОУ) (1994), като се променя и името му. От 2016 г. е Средно училище.
От 1994 до 1998 г. директор е Ахмед Башев, от 1998 г. до 2001 г. директор е Джемал Авдиков, от 2001 г. до 2011 г. директор на училището е Феим Иса, след избирането му за кмет, временно изпълняващ длъжността директор става Манчо Джуркин-до 19.02.2014, а от 20.02.2014 г. временноизпълняващ длъжността е Светослав Беков до 16.09.2015 г.и от 17.09.2015 г. отново е Манчо Джуркин, който остава временноизпълняващ длъжността.